# Happy Valley Set
Happy Valley Set (Happy-Valley-Gruppe) war der Spitzname für eine Gruppe hedonistischer, größtenteils britischer und anglo-irischer Aristokraten und Abenteurer, die sich im Wesentlichen von 1924 bis 1941 in der „Happy Valley“-Region im kolonialen Kenia und Uganda niederließen. Die Gruppe war berüchtigt für ihren dekadenten Lebensstil mit Drogenkonsum und sexueller Freizügigkeit.

## Geografische Lage
Geoffrey Buxton, der erste koloniale Farmer in der Gegend, war aus dem trockenen Rift Valley in das höhergelegene Gebiet nahe den Aberdare-Bergen gezogen. Sein neues Wohngebiet im Wanjohi Valley nordöstlich von Gilgil nannte er „Happy Valley“. In der Umgebung dieses Tals lebten die meisten Mitglieder des Happy Valley Sets.
Das Gebiet um Naivasha war eines der ersten Gebiete in Kenia, das von Weißen besiedelt wurde, und eines der Hauptjagdgebiete des Happy Valley Sets. Die Stadt Nyeri, östlich der Aberdare-Berge, war das Zentrum der Siedler im Happy Valley. In der Umgebung befinden sich auch die Nyahururu Falls.

## Mitglieder und Aktivitäten
Das Happy Valley Set war eine lose Gruppierung weißer Farmer und Abenteurer. Sie pflegten sich zu Partys zu treffen, bei denen exzessiv Alkohol und Drogen konsumiert wurden. Die Mitglieder des Sets wechselten häufig die Partner, nicht immer mit dem Einverständnis aller Betroffenen.
Unter den Mitgliedern des Happy Valley Sets waren notorische Schürzenjäger, wie etwa Josslyn Hay, 22. Earl of Erroll, der in England einen Skandal durch seine Affäre mit der verheirateten Lady Idina Sackville verursacht hatte. Die beiden entzogen sich dem Trubel durch ihren Umzug nach Kenia im Jahr 1924; sie veranstalteten wilde Partys mit Partnertausch und Drogenkonsum und dürften somit den dekadenten Lebensstil des Happy Valley Sets geprägt haben. Hay war ein glühender Anhänger Hitlers und wollte den Faschismus in Afrika etablieren. Nach einer Affäre mit Diana, der Ehefrau von Sir Henry John Delves Broughton, 11. Baronet, wurde Hay 1941 in der Nähe von Nairobi erschossen aufgefunden. Delves Broughton wurde des Mordes angeklagt, kam aber frei. Wenig später beging er Suizid.
Neben Lady Idina Sackville gab es weitere Frauen in der Gruppe, die für Skandale sorgten. Countess Alice de Janzé, die mit ihrem Ehemann Count Frédéric de Janzé ab 1925 Hay und Sackville in Kenia besuchte und dort Affären mit Josslyn Hay und Raymond Vincent de Trafford hatte, schoss 1927 in einem Pariser Bahnhof zunächst auf de Trafford, dann auf sich selbst; beide überlebten. 1941 beging Alice de Janzé in Kenia Suizid.
Die US-amerikanische Erbin Kiki Preston kam mit ihrem Ehemann Gerry Preston 1926 nach Kenia. Sie wurde bekannt als „das Mädchen mit der silbernen Spritze“; sie war Heroin-, Kokain- und Morphium-süchtig. Auch sie liebte ausufernde Partys und hatte zahlreiche Liebhaber. Kiki Preston beging 1946 in New York Suizid.
Zu den weiteren Mitgliedern des Happy Valley Sets wird auch Hugh Cholmondeley, 3. Baron Delamere (Lord Delamere), gezählt, der als verschroben und extravagant beschrieben wird. Nach der Jahrtausendwende tauchte das Happy Valley Set wieder in den Nachrichten auf, nachdem Tom Cholmondeley, Urenkel von Lord Delamere, in Kenia 2005 und 2006 zwei Männer erschossen hatte.
Weitere Mitglieder waren – in verschiedenem Ausmaß – unter anderem Lady June Carberry, die Flugpionierin Beryl Markham und Francis Greswolde-Williams als Drogenbeschaffer.
Tania Blixen (Jenseits von Afrika), deren Farm weiter südlich lag, war mit Mitgliedern der Happy-Valley-Gruppe befreundet.

## Literarische und filmische Bearbeitung
1982 erschien das Buch White Mischief des britischen Journalisten James Fox. In dem Buch geht Fox den Ereignissen um die Ermordung Josslyn Hays nach. 1987 wurde das Buch unter dem Titel White Mischief (Die letzten Tage in Kenya) von Michael Radford verfilmt, unter anderem mit Greta Scacchi, Geraldine Chaplin, John Hurt und Hugh Grant. Das gleiche Thema griff die Fernsehproduktion The Happy Valley von 1987 auf, die einige Monate vor dem Kinofilm lief.
2008 veröffentlichte die Britin Frances Osborne mit The Bolter die Biografie ihrer Urgroßmutter Lady Idina Sackville, einer der Frauen im Happy Valley Set. Eine ihrer fünf Ehen hatte sie mit Josslyn Hay, mit dem sie eine Tochter hatte.
1999 veröffentlichte Juanita Carberry mit Nicola Tyrer ihre Memoiren Child of the Happy Valley: A Memoir, in denen sie ihre Kindheit und ihre Erinnerung an den Mordfall Josslyn Hay beschreibt.
Lucinda Riley verwendete Mitglieder des Happy Valley Sets als Vorbilder für ihre Figuren in Die Sonnenschwester (2019).